# Phare de Røværsholmen
Le phare de Røværsholmen (en norvégien : Røværsholmen fyr)  est un feu côtier situé sur la petite île de Røvær au large de la commune de Haugesund, dans le Comté de Rogaland (Norvège). Il est géré par l'administration côtière norvégienne (en norvégien : Kystverket).
Le phare est classé patrimoine culturel par le Riksantikvaren depuis 1998 .

## Histoire
Ce phare a été établi en 1892 sur la petite île de Røvær. Il est situé à environ 12 kilomètres au nord-ouest de la ville portuaire de Haugesund. En 1975, le phare a été automatisé et n'a plus besoin de gardien de phare résidant sur le site.

## Description
Le phare  est une tour massive et ronde en pierre de 16 mètres de haut, avec galerie et lanterne rouge. Le phare est entièrement rouge et une maison de gardien de deux étages le jouxte. Son feu isophase  émet, à une hauteur focale de 22,5 mètres, un éclat blanc, rouge et vert de 2 secondes selon différents secteurs toutes les 4 secondes. Sa portée nominale est de 14,5 milles nautiques (environ 27 km) pour le feu blanc.
Identifiant : ARLHS : NOR-197 ; NF-1329 - Amirauté : B3570 - NGA : 2888 .

## Caractéristique dufeu maritime
Fréquence : 4 secondes (WRG)
- Lumière : 2 secondes
- Obscurité : 2 secondes

|                      |
| Le phare (1890-1900) |

|                    |
| Le phare (au loin) |

### Lien connexe
- Liste des phares de Norvège